# Order Korony Rucianej
Order Korony Rucianej (niem. Orden der Rautenkrone) – do 1918 najwyższe odznaczenie państwowe Królestwa Saksonii i jest dziś orderem domowym byłej panującej w Polsce i Saksonii albertyńskiej linii rodu Wettynów.

## Historia

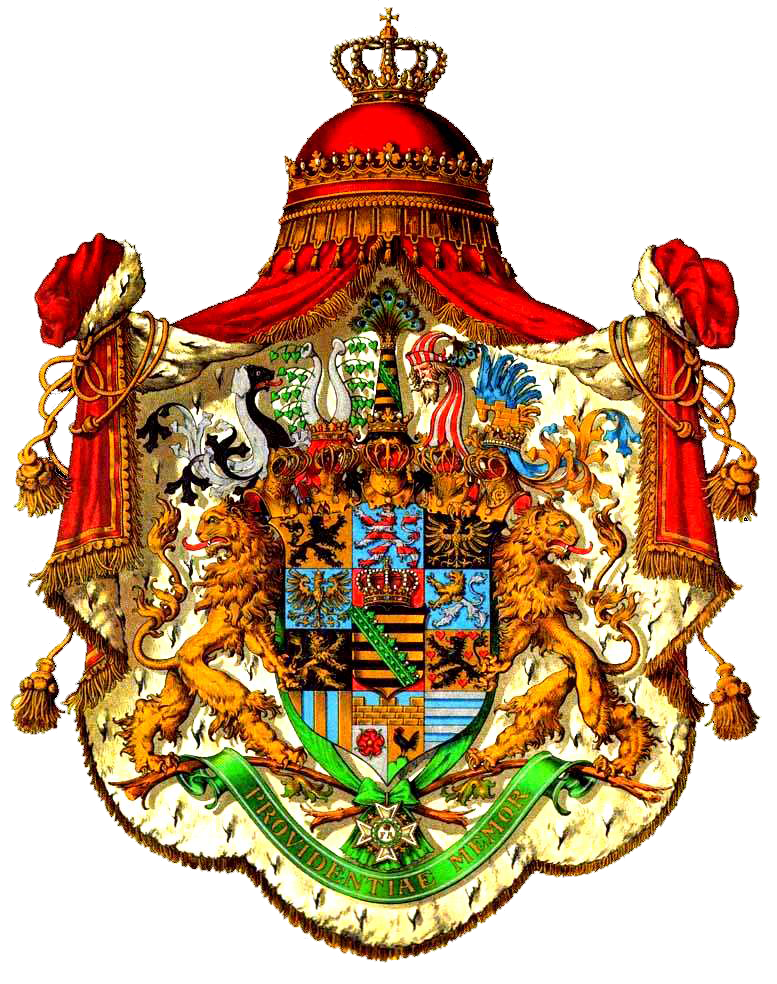
Herb Królestwa Saksonii z Wielkim Krzyżem Korony Rucianej

W lipcu 1807 Napoleon I zawarł z Rosją i Prusami zwycięski pokój w Tylży, w wyniku którego król Saksonii Fryderyk August I otrzymał również mitrę nowo powstałego Księstwa Warszawskiego. W drodze powrotnej do Francji Napoleon przebywał od 17 lipca do 20 lipca w Dreźnie i namówił swego saskiego  przyjaciela do ustanowienia orderu dynastycznego, którego pierwszy egzemplarz cesarz przyjął z rąk króla  20 lipca 1807. Order nadawany był od tej pory jako odznaczenie za zasługi osobom co najmniej w randze generała. Sascy książęta krwi otrzymywali go poprzez narodzenie. Osobnej klasy wojskowej nie posiadał.

## Insygnia
Insygniami jednoklasowego orderu są krzyż i gwiazda. Krzyż typu krzyża maltańskiego jest emaliowany na zielono z białymi brzegami. W medalionie środkowym awersu znajdują się uwieńczone koroną królewską inicjały założyciela: "FA", otoczone zielonym wieńcem z ruty. Medalion rewersu nosi dewizę orderu: Providentia memor. Między ramionami krzyża umieszczone są złote korony królewskie. Ośmiopromienna srebrna gwiazda nosi w środku medalion z dewizą orderu otoczoną zielonym rucianym wieńcem. Order noszony jest na zielonej wstędze z lewego ramienia na prawy bok.